# Sulpiride
Le sulpiride est un antipsychotique de première génération désinhibiteur de la famille chimique des benzamides. Il est commercialisé sous les noms d'Aiglonyl, de Dogmatil et de Synedil.
En médecine vétérinaire, il est utilisé pour induire la lactation en l'absence de mise-bas chez des juments adoptives, grâce à son action antagoniste de la dopamine (inhibiteur de la prolactine).
Ce médicament n'est pas disponible à la commercialisation aux Etats-Unis.